# Concessions étrangères de Tientsin
 (mars 2016).
- Autriche-Hongrie
- Italie
- Russie (2 zones séparées)
- Belgique

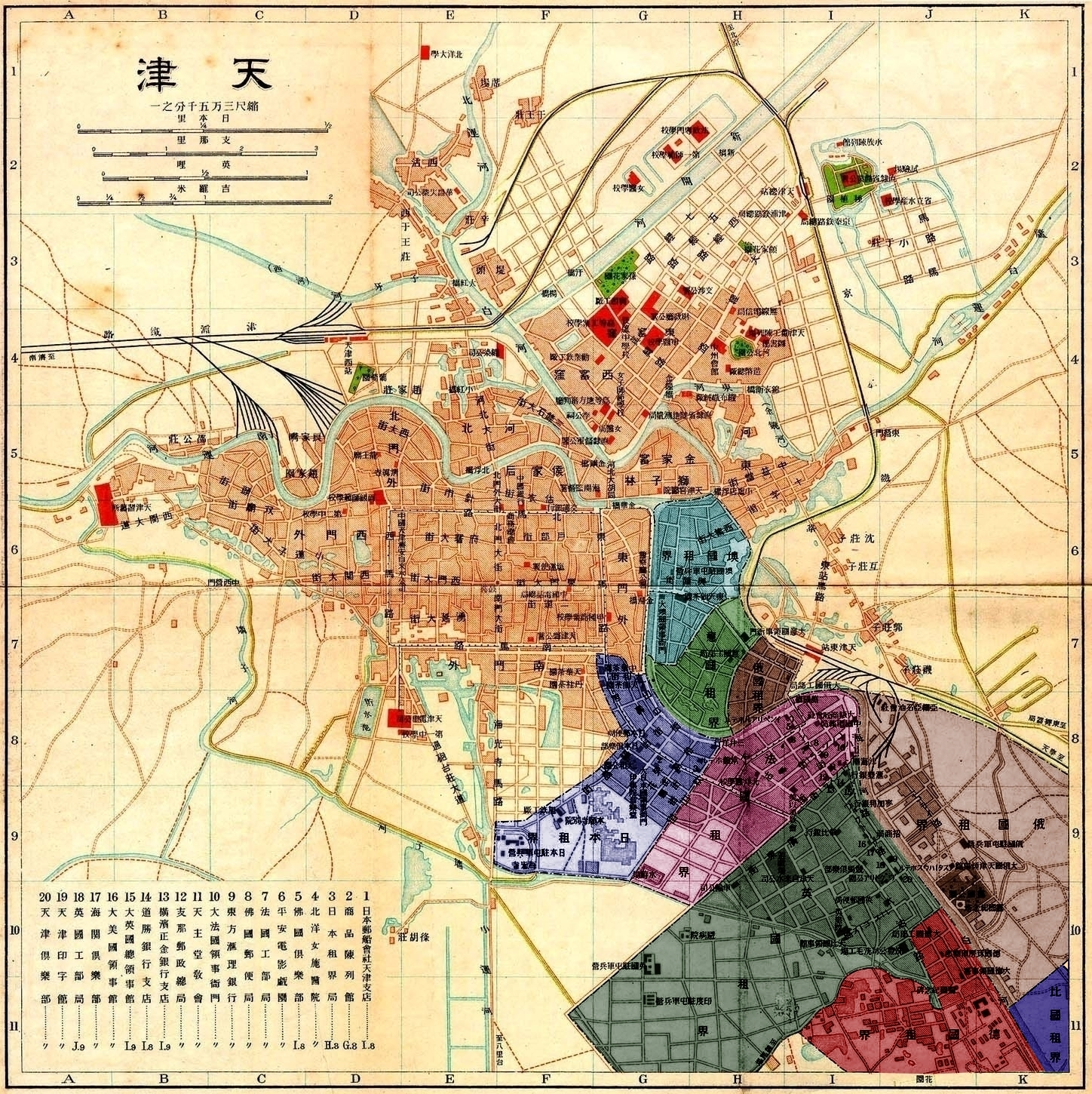
Carte des concessions à Tianjin :
Rive orientale du fleuve Hai He :
Autriche-Hongrie
Italie
Russie (2 zones séparées)
Belgique Rive occidentale du fleuve Hai He :
Japon
France
Royaume-Uni
Allemagne

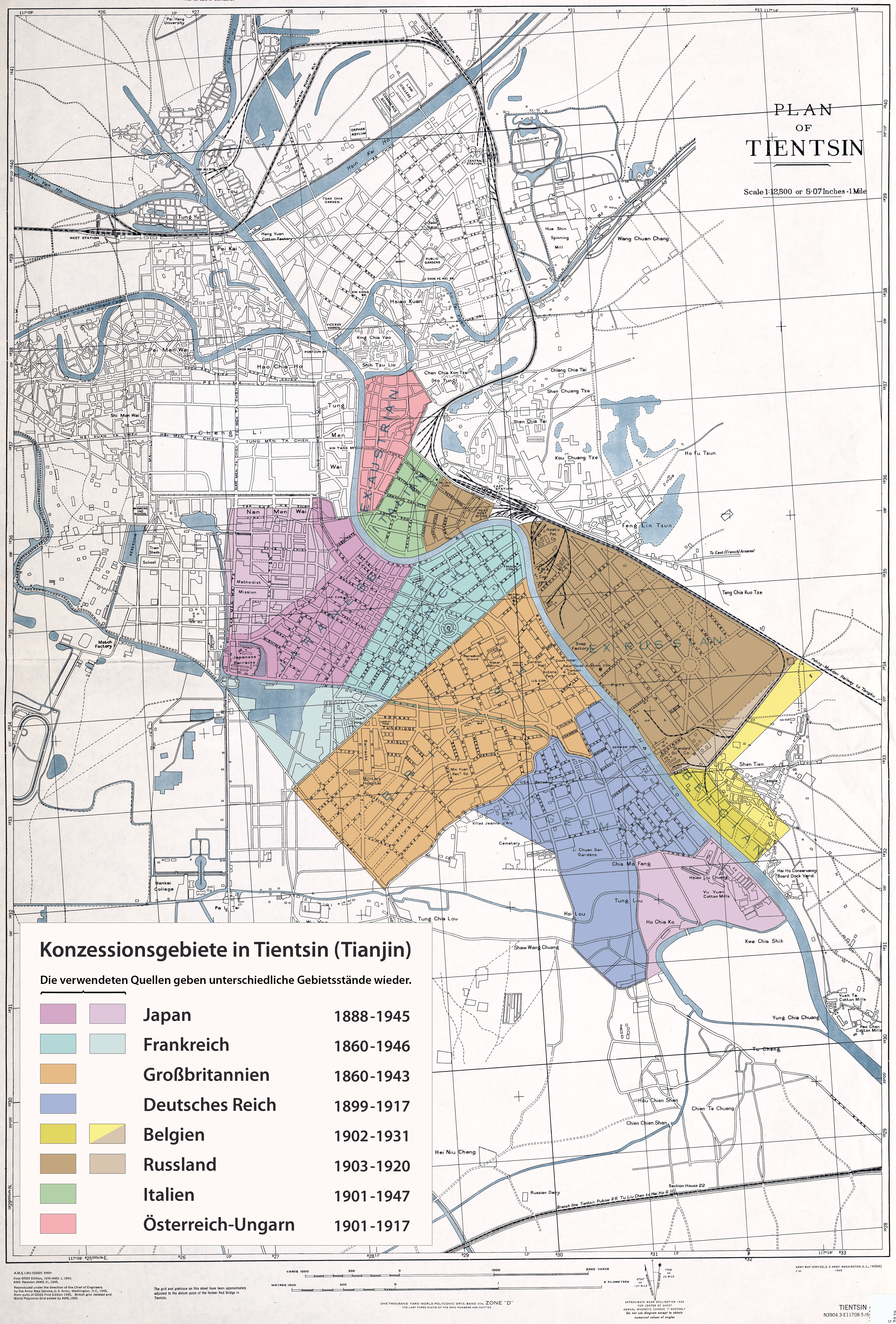

Les concessions étrangères de Tientsin, ou Tien-Tsin étaient des concessions cédées par la dynastie impériale chinoise Qing à la fin du XIXe siècle et au début du XXe siècle, plus ou moins sous la contrainte, aux puissances européennes et japonaise à Tianjin, en Chine.

## Contexte général
Avant le XIXe siècle, les Chinois se sont toujours inquiétés que la présence européenne puisse bouleverser l'ordre établi dans l'Empire. Cependant, les Européens produisent ou contrôlent un nombre important de matières désirées par le marché chinois. Strictement surveillés et soumis à des frais de douane en importation, les commerçants européens sont limités dans leurs opérations dans un certain nombre de villes.
Au fil des siècles, cette règle perdure, mais lorsque les puissances européennes augmentent leur influence, les emprisonnements et meurtres de commerçants européens sont de plus en plus fréquents. Les puissances demandent donc une protection diplomatique pour protéger et favoriser leurs intérêts, réalisant le poids qu'elles ont dans le commerce de marchandises demandées par la Chine, afin que les commerçants, missionnaires, voyageurs et diplomates ne soient plus soumis aux mesures anti-étrangères d'un Empire méfiant. Toutefois, le caractère historique du système impérial chinois empêche une telle reconnaissance des puissances européennes. Par conséquent, les fonctionnaires chinois établissent un système, dans lequel les diplomates étrangers reçoivent un statut particulier, dans certains endroits où le pouvoir impérial chinois ne s'opère pas. C'est la naissance des concessions à bail. Un tel endroit est accordé le plus souvent non pas à une, mais à plusieurs nations européennes (et plus tard aussi au Japon), dans des quartiers réservés. Il en est ainsi à Tientsin, mais la méfiance s'installe des deux côtés depuis le massacre de Tientsin de juin 1870.

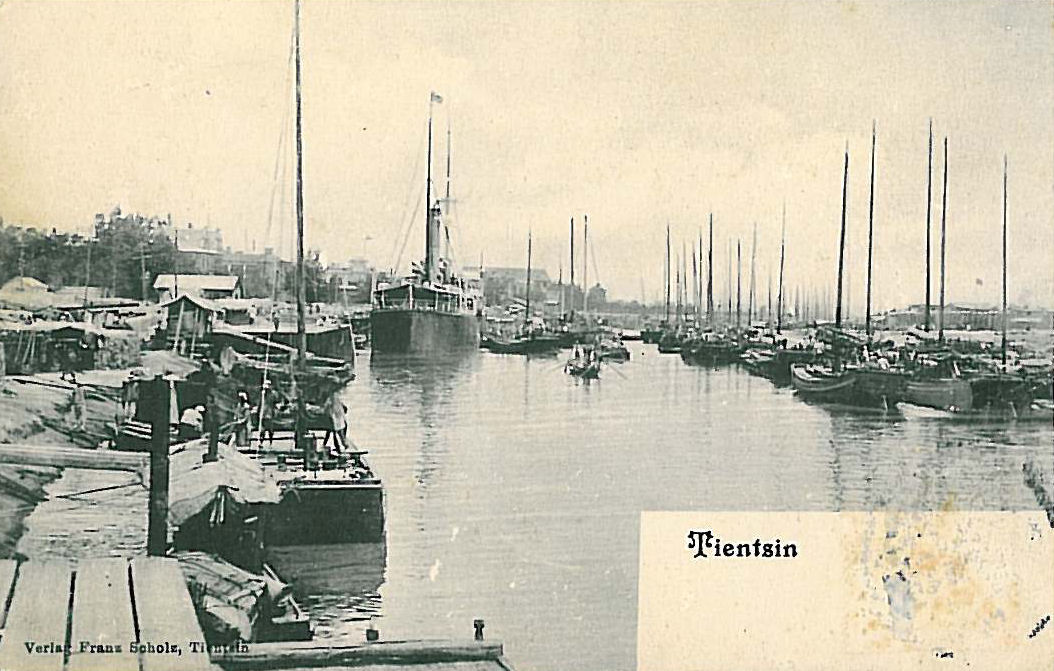
Tientsin en 1900.

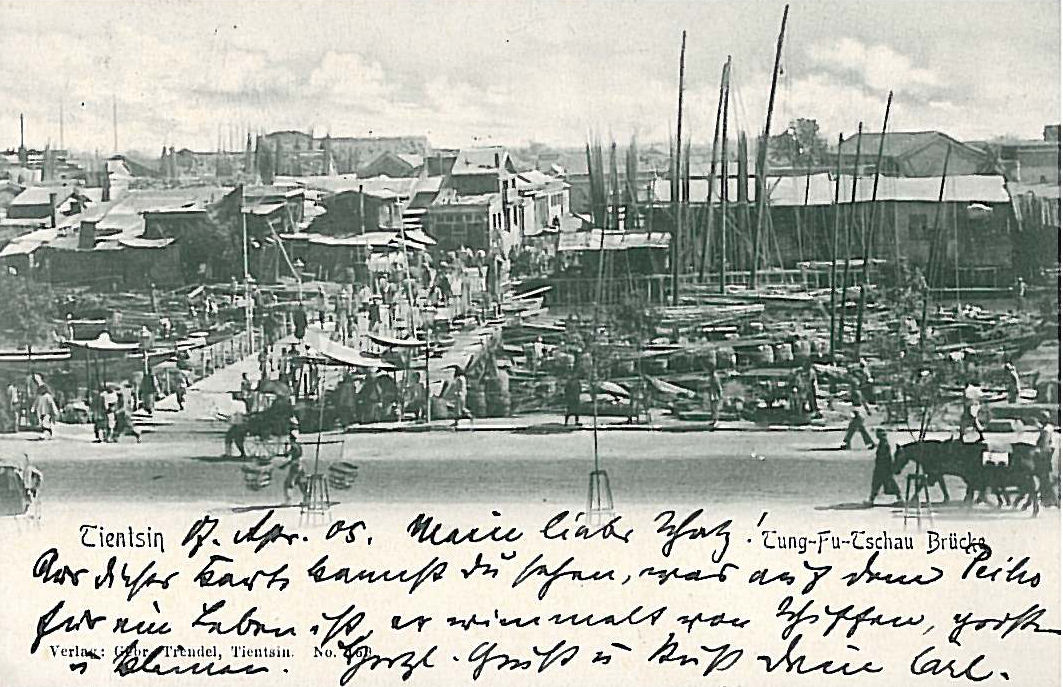
Tientsin en 1905.

Au milieu du XIXe siècle, Tientsin s'ouvre au commerce étranger et l'importance de la ville augmente avec la liaison ferroviaire qui la relie à Pékin depuis 1897 d'une part, et à Shanhaiguan et à la Mandchourie de l'autre. de ce fait, Tientsin devient rapidement une importante et florissante communauté européenne de commerçants, entrepreneurs, diplomates et marchands qui y résident à plein temps. Alors que les attaques contre les Européens sont fréquentes et, afin de réduire la possibilité d'un conflit, les fonctionnaires chinois cèdent une partie de leur autorité aux Européens dans certaines zones spécifiques de Tientsin confiées aux missions diplomatiques.
Les concessions britanniques et françaises sont les premières à être créées à Tientsin. La France construit une première cathédrale en 1860, détruite pendant la révolte des Boxers et reconstruite ensuite. Ensuite la France et la Grande-Bretagne sont rejointes, entre 1895 et 1900, par le Japon, l'Empire allemand, l'Empire russe, et par d'autres pays qui ne possèdent aucune concession ailleurs en Chine : l'Autriche-Hongrie, l'Italie et la Belgique. Chaque concession est autonome et possède ses propres prisons, écoles, églises, casernes et hôpitaux. Les colonies européennes couvrent au total 8 km, les rives du fleuve Hai He sont donc gouvernées par les puissances étrangères.
Avec l'effondrement de l'empire chinois, le Kuomintang tente de restructurer les relations chinoises internes et étrangères, reconnaissant les États européens comme égaux. À leur tour, les concessions à Tientsin sont démantelées dans la première moitié du XXe siècle avec une reconnaissance des États européens par le Kuomintang, qui donne l'égalité aux propriétaires européens devant les autorités chinoises. Cependant, la Seconde Guerre mondiale perturbe ce développement naissant en raison du droit international établi entre la Chine et l'Occident. Finalement, quand le Parti communiste chinois défait le Kuomintang, les commerçants européens sont qualifiés de capitalistes et leurs biens sont saisis pour être distribués au Parti. Ceci se produit dans tous les ports occupés en Chine. À l'exception de Hong Kong et Macao, dans le sud du pays, qui sont respectivement des territoires britanniques et portugais, tous les Européens sont expulsés de Chine à partir de 1949.

## Concession américaine

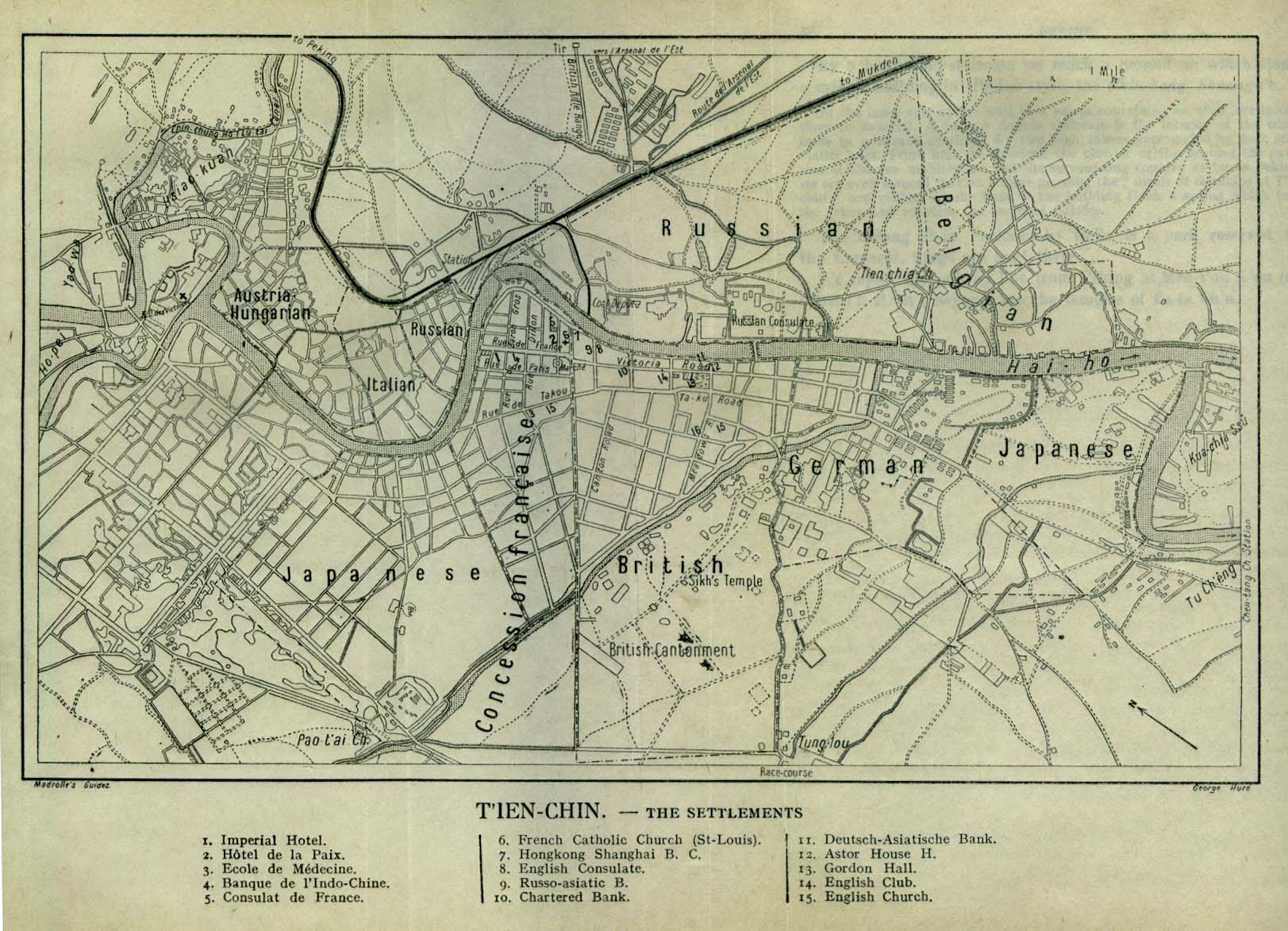
Carte des concessions en 1912.

Les États-Unis n'ont jamais demandé ou reçu de droits extra-territoriaux à Tientsin. Une concession de facto est administrée entre 1869 et 1880, principalement sous l'égide de la mission britannique. En fait, le territoire de la concession américaine devient une partie de la concession britannique en 1902. Les États-Unis maintiennent une garnison permanente à Tientsin à partir de janvier 1921, jusqu'en 1938, avec le 15e Régiment d'Infanterie, et jusqu'au 8 décembre 1941 (le lendemain de l'attaque de Pearl Harbor) avec le Corps des Marines.

## Concession austro-hongroise (1901-1917)
Pendant la révolte des Boxers et par la suite, l'Autriche-Hongrie participe à l'Alliance des huit nations et aide à réprimer la révolte. Cependant, l'Autriche-Hongrie (avec l'Italie) envoie la force la plus réduite en comparaison de celles des autres participants européens. Quatre croiseurs et 75 marins sont déployés.
Malgré tout, l'Autriche-Hongrie obtient une concession à Tientsin, le 7 septembre 1901, comme récompense à sa contribution aux forces alliées. La concession austro-hongroise s'étend sur 0,61 km2. On y trouve un consulat austro-hongrois et les habitants de la concession sont soumis à la loi austro-hongroise et non pas à la loi chinoise. S'ils commettent un crime sur le sol chinois, ils peuvent être jugés par leur propre tribunal.
Dotée d'une petite garnison, la concession résiste aux entreprises alliées jusqu'au 14 août 1917, date de l'expiration du bail austro-hongrois. L'Autriche abandonne finalement toutes ses revendications le 10 septembre 1919 conformément aux termes du traité de Saint-Germain-en-Laye. La Hongrie fait de même en 1920, conformément au traité de Trianon.
Cependant, les Autrichiens laissent une marque de leur passage dans la ville, comme le montre la richesse de l'architecture autrichienne, qui perdure encore aujourd'hui dans la ville.

### Liste des consuls
- Carl Bernauer (1901–1908)
- Erwin Ritter von Zach (en) (1908)
- Miloslav Kobr (1908–1912)
- Hugo Schumpeter (1913–1917).

## Concession belge (1902-1931)
L'ancienne concession belge est établie en 1902. Elle est localisée sur la rive orientale du fleuve Hai He. Ni le gouvernement belge, ni la communauté d'affaires n'investissent beaucoup dans le développement de la concession. Peu de bâtiments y sont donc construits et ceux-ci n'existeront pas très longtemps.
En 1904, la Chine et la Belgique signent avec la Compagnie de Tramways et d'Éclairage de Tientsin, qui établit que cette compagnie possède le droit exclusif de produire et maintenir l'éclairage électrique et le système de tramways pendant cinquante ans.
Tientsin devient en 1906, avec l'ouverture de la première ligne de tramway, la première ville en Chine à posséder un système moderne de transport public (Shanghai devra attendre 1908 pour avoir un tramway électrique). La fourniture d'électricité et d'éclairage et les activités du tramway sont des entreprises rentables. Toutes les rames sont fournies par l'industrie belge, avec une petite exception : les équipements électriques d'origine viennent d'Allemagne. En 1914, le réseau couvre la ville chinoise et les concessions autrichienne, française, italienne, japonaise et russe.
La Compagnie de Tramways et d'Éclairage de Tientsin est prise par l'armée japonaise en 1943 et les employés belges, souvent avec leur famille, sont envoyés dans des camps. Après la fin de la Seconde Guerre mondiale, les autorités chinoises s'emparent du réseau. L'entreprise bruxelloise essaie d'obtenir une compensation, mais le succès de la révolution communiste en 1949 les laisse sans indemnité. Deux nouvelles lignes sont construites sous l'administration chinoise, mais le réseau est finalement fermé en 1972.

### Liste des consuls généraux
- Henri Ketels (1902-1906)
- Albert Disière (1906-1914)
- Auguste Dauge (1914-1919)
- Ernest Franck (1919-1923)
- Alphonse van Cutsem (1923-1929)
- Tony Snyers (1929-1931)

## Concession britannique (1860-1943)

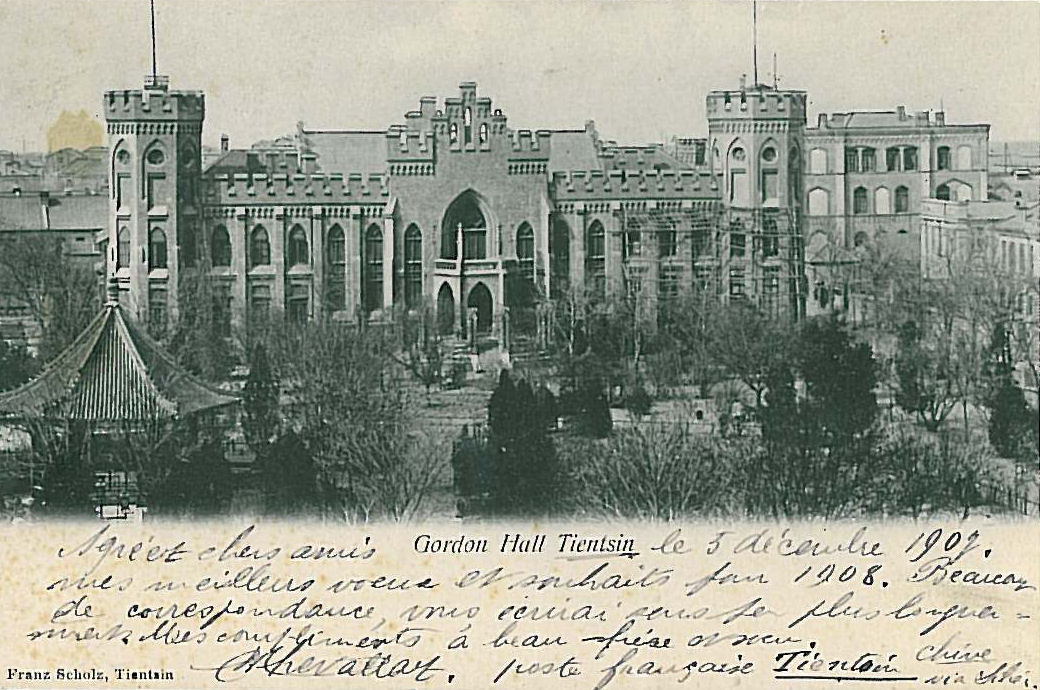
Carte postale du Gordon Hall.

La concession britannique, qui comprend de nombreux négoces, est située sur la rive droite du fleuve Hai He en aval de la ville. Elle occupe 8,81 km2. Un bail à perpétuité est accordé par le gouvernement chinois à la couronne britannique, qui sous-loue des parcelles à des propriétaires privés de la même manière qu'elle l'a fait à Hankou. La direction locale est confiée à un conseil municipal organisé selon le même système qu'à Shanghai. Le siège du gouvernement municipal est le majestueux Gordon Hall, situé rue Victoria (aujourd'hui Jiefang Lu).

### Liste des consuls généraux
- James Mongan (1860-1877)
- William Hyde Lay (1870, acting)
- Sir Chaloner Grenville Alabaster (1877-1885)
- Byron Brenan (1885-1893)
- Henry Barnes Bristow (1893-1897)
- Benjamin Charles George Scott (1897-1899)
- William Richard Carles (1899-1901)
- Lionel Charles Hopkins (1901-1908)
- Sir Alexander Hosie (1908-1912)
- Sir Henry English Fulford (1912-1917)
- William Pollock Ker (1917-1926)
- James William Jamieson (1926-1930)
- Lancelot Giles (1928-1934)
- John Barr Affleck (1935-1938)
- Edgar George Jamieson (1938-1939)
- Oswald White (1939-1941)
- Sir Alwyne George Neville Ogden (1941-1943 formellement)

## Concession française (1860-1946)

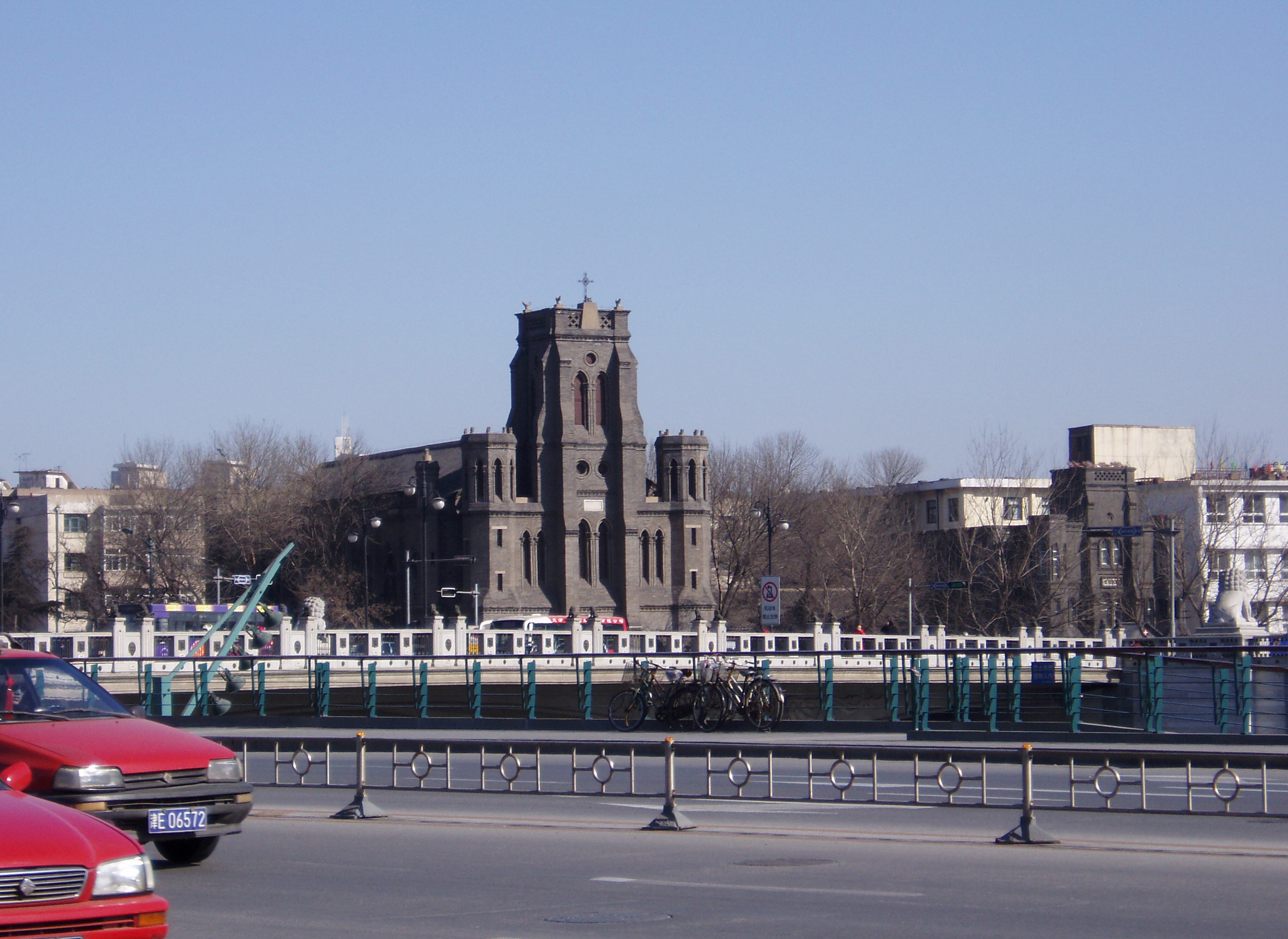
Cathédrale Notre-Dame-des-Victoires, église française datant du début du XXe siècle.
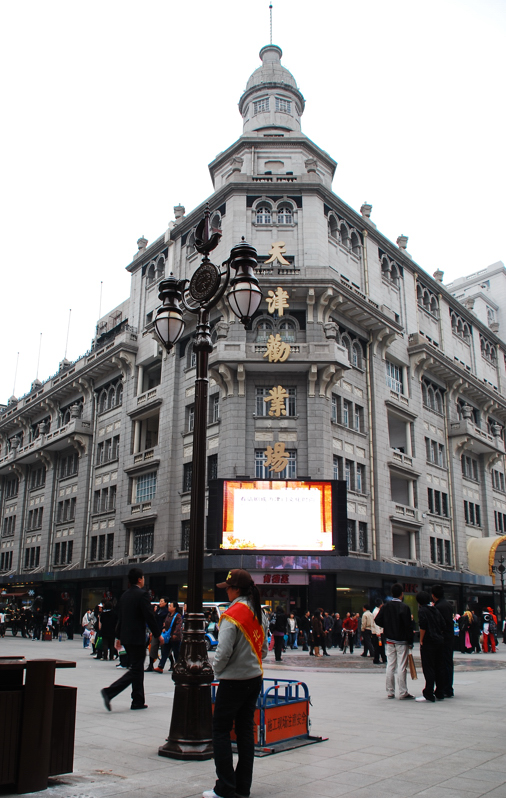
Immeuble des années 1930, de l'ancienne concession française, aujourd'hui.
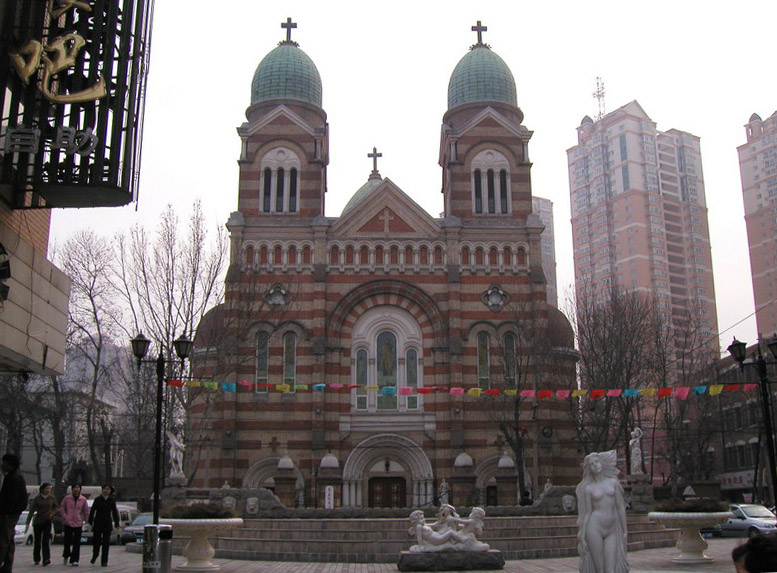
Cathédrale Saint-Joseph, remplaçant la précédente, construite en 1912 par les lazaristes.

La concession française est établie en 1860. Traditionnellement, c'est l'état français, même sous la IIIe République, qui est protecteur des missions catholiques, françaises ou étrangères, et ce rôle est rempli scrupuleusement, aussi bien en Chine que de la part de la métropole. C'est ici qu'ont lieu les terribles émeutes anti-chrétiennes de 1870, qui provoquent la mort du consul Fontanier et de son chancelier, et détruisent la première église Notre-Dame-des-Victoires. Son successeur est le consul Charles Dillon (1842-1889) qui demeure à Tientsin, jusqu'en 1886. Il s'efforce de moraliser les bas-fonds de la ville fréquentés par les marins et de limiter les fumeries d'opium et est en bons termes avec Li-Hong-Jang, vice-roi de la province. La concession est organisée selon le même principe que celle de Shanghai, et la municipalité est élue à partir de 1896. Le nouveau consul G. du Chaylard, arrivé en 1894, marque l'histoire de la concession en faisant construire de nouveaux bâtiments publics et reconstruire Notre-Dame-des Victoires. Cependant la densité des Français est faible : ainsi en 1902, ils ne sont que 70 résidents à temps plein pour 360 Européens et 4 300 Chinois dans la concession. Toutefois la concession abrite des maisons de commerce importantes, proche de la gare principale, et constitue de ce fait un passage obligé de la ville. Leur nombre est multiplié par dix en 1913, et les Français se comptent à environ 300 résidents. L'écrivain Paul Claudel est consul à Tientsin de 1906 à 1909, mais il regrette son ancien poste de Foutchéou et trouve la ville laide. D'autre part, il indispose les fonctionnaires en recevant trop de missionnaires et il évoque dans son Journal l'hostilité du secrétaire de mairie à son égard qui était anticlérical et envoyait des lettres de dénonciation au Quai d'Orsay.
Plus d'un siècle après le début de la concession, la plupart des principaux bâtiments existent toujours, notamment le consulat français, le conseil municipal, le club français, l'ancienne cathédrale catholique Notre-Dame des Victoires, construite en 1904, la nouvelle cathédrale Saint-Joseph, le jardin français. La plupart des banques de la rue financière (aujourd'hui Jiefang Lu, anciennement rue de France) existent encore.
Les villas autour de la rue du jardin sont belles et diverses. L'ancienne cathédrale française Notre-Dame-des-Victoires a fait l'objet d'une profanation pendant la révolution culturelle en 1976 : des jeunes gardes rouges ont escaladé le toit du clocher, en ont détruit la croix et ont saccagé l'édifice, avant que le gouvernement chinois ne répare plus tard la croix et ne rénove toute l'église. C'est aujourd'hui un monument national protégé. Ce n'est plus le siège d'un évêché catholique, car l'Église patriotique de Chine l'administre désormais.
Plusieurs célébrités françaises ont vécu dans cette concession. Parmi elles, le Père Émile Licent, naturaliste, qui a mené des recherches à Tientsin entre 1914 et 1939. Il fonde le Musée Hong Ho Bai Ho et y dépose vingt mille spécimens d'animaux, plantes et fossiles, en plus de quinze mille ouvrages. En 1998, le gouvernement de Tianjin reconstruit le Museum d'histoire naturelle de Tianjin.
Les rues de la concession s'appelaient, entre autres, rue Takou, avenue de France, rue de Chaylard, rue Paron Gros, avenue du général Foch, rue Dillon, rue Chevrier, rue Saint Louis, rue de l'Amirauté, rue du Consulat (le consulat français est aujourd'hui une banque), rue Pasteur, place Clemenceau, rue Pétain, rue du 14 juillet, avenue Joffre, etc.`

### Liste des consuls
- Louis Charles Nicolas Maximilien de Montigny (1863-1868)
- Henri Victor Fontanier (1869-1870)
- Charles Dillon (1870-1883)
- Ernest François Fournier (1883-1884)
- Paul Ristelhueber (1884-1891)
- Marie Jacques Achille Raffray (1891-1894)
- Jean Marie Guy Georges du Chaylard (1894-1897)
- Arnold Jacques Antoine Vissière (1897-1898)
- Jean Marie Guy Georges du Chaylard (1898-1902)
- Marie-Henri Leduc (1902-1903)
- Émile Rocher (1903-1906)
- Henri Séraphin Bourgeois (1906)
- Paul Claudel (1906-1909)
- Gaston Kahn (1909-1912)
- Henri Séraphin Bourgeois (1913-1918)
- Jean Émile Saussine (1918-1923)
- Jacques Meyrier (1929-1931)
- Charles Jean Lépissier (1931-1935)
- Pierre Jean Crépin (1935-1937)
- Louis Charles (1937-1938)
- Charles Jean Lépissier (1938-1943)
- Georges Cattand (1943-1946)

## Concession allemande (1899-1917)

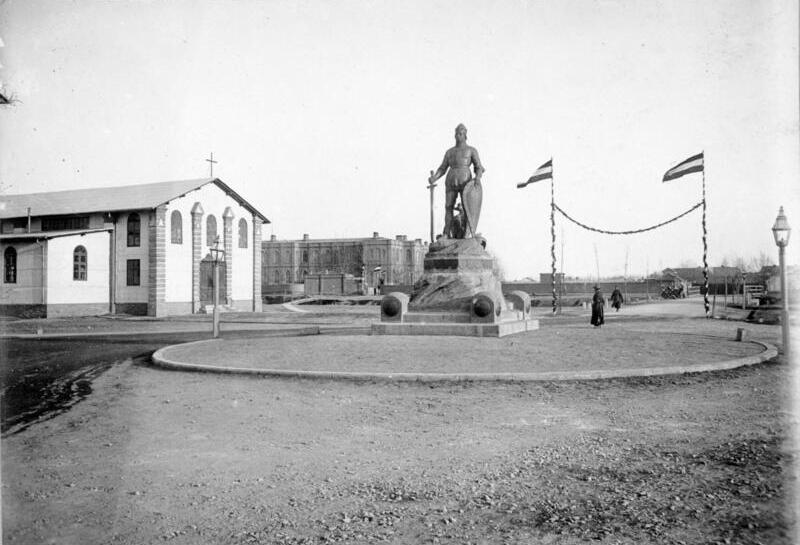
Vue de la concession allemande vers 1900.

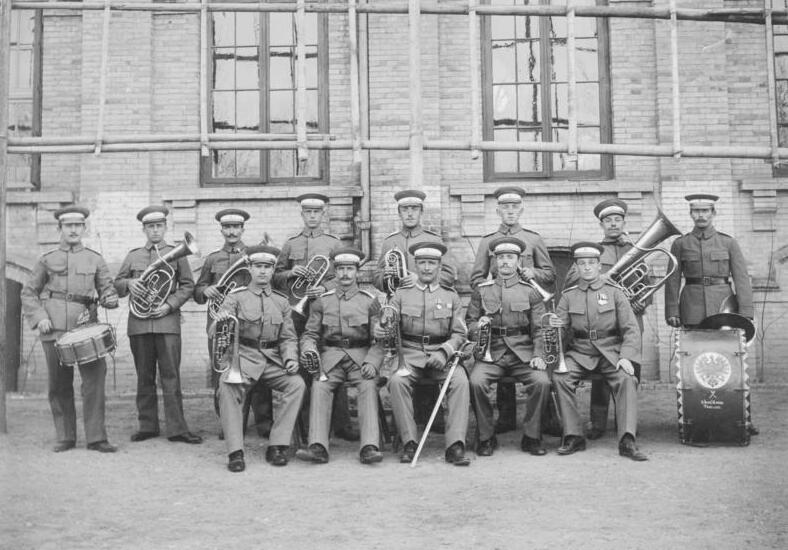
Orchestre militaire allemand, à Tientsin

À la fin des années 1870, l'Allemagne augmente sa participation économique de façon considérable dans plusieurs provinces chinoises, dont la zone de Tientsin. L'enclave allemande au sud du fleuve Hai He est située entre les concessions britannique et japonaise. En juillet 1877, des groupes xénophobes menacent la vie et la propriété des marchands allemands de la ville. Les troubles locaux s'intensifient, principalement à cause des pauvres récoltes et de la famine. Les intérêts commerciaux nécessitent une protection armée. L'amirauté allemande déploie alors la corvette Luise en Chine. Cette première marque de soutien finit par devenir une présence permanente dans les eaux chinoises.
Après que l'Allemagne a obtenu en 1898 une concession à Kiautschou pour un bail de 99 ans, une autre concession est négociée pour l'enclave allemande de Tientsin et la croissance économique augmente avec l'amélioration des infrastructures. D'importantes maisons de commerce et diverses entreprises s'établissent, notamment une filiale de la Deutsch-Asiatische Bank. La révolte des Boxers en 1900 menace dans un premier temps les concessions étrangères, mais la ville est sécurisée et sert de zone de transit pour une marche vers Pékin par les forces alliées des huit nations, après la bataille des forts de Taku.
Le territoire de la concession allemande est repris par le gouvernement chinois en 1917, à son entrée en guerre. Le 15e Régiment d'Infanterie des États-Unis est alors logé dans la caserne allemande entre 1917 et 1938, ne partant qu'après l'invasion de la ville par l'armée japonaise.

### Liste des consuls
- Alfred Pelldram (en) (1881-1885)
- Albert Evan Edwin Reinhold Freiherr von Seckendorff (1889-1896)
- Dr. Rudolf Eiswaldt (1896-1900)
- Arthur Zimmermann (1900-1902)
- Paul Max von Eckardt (1902-1905)
- Hubert von Knipping (1906-1913)
- Fritz Wendschuch (1913-1917)

## Concession italienne (1901-1947)
Le 7 septembre 1901, une concession à Tientsin est cédée au royaume d'Italie par l'empereur de Chine. Le 7 juin 1902, la concession est placée sous l'autorité italienne et administrée par un consul. C'est ici qu'est fondée la Légion irrédentiste de Sibérie, légion de volontaires italiens qui combat en 1919 contre les troupes soviétiques de Lénine en Sibérie et en Mandchourie.
En 1935, la population de la concession italienne atteint 6 261 habitants, dont environ 110 Italiens fonctionnaires, plus une centaine de commerçants italiens, 536 étrangers et environ 5 000 Chinois. La marine royale italienne stationne en plus quelques vaisseaux à Tientsin, avec leurs équipages.
Le 5 mars 1933, le bataillon italien de Chine est constitué selon la volonté de Mussolini, dans la caserne italienne de Tientsin, appelée caserma Ermanno Carlotto. Il est composé de trois compagnies. Lorsque l'Italie entre en guerre aux côtés de l'Allemagne, le 10 juin 1940, la concession est sous la protection de 300 marins du régiment San Marco et de 300 autres soldats, mais les Japonais ont pris le prétexte de l'entrée en guerre pour envahir toutes les concessions étrangères, emprisonner les militaires et saccager les casernes. Cependant les Italiens, étant considérés comme alliés, ont le droit de garder leurs casernes et de conserver leurs armes. La concession est sous l'autorité de Ferruccio Stefenelli (1898-1980) de 1938 à juillet 1943. En fait, les libertés des Italiens sont restreintes par les Japonais : ils ne peuvent détenir d'appareil de TSF, doivent être munis de laissez-passer japonais pour sortir de la concession. Les faits de la guerre ne sont connus qu'indirectement par les résidents.
Finalement, les troupes japonaises font irruption dans la concession, le 8 septembre 1943, lors de l'entrée en vigueur de l'armistice entre l'Italie et les Alliés. Les soldats du San Marco sont envoyés en camp de prisonniers en Corée. La concession de fait est supprimée.
Plus tard, le 27 juillet 1944, la République sociale italienne abandonne officiellement la concession au gouvernement collaborateur chinois de Wang Jingwei. Ce gouvernement de Nankin est un gouvernement fantoche soutenu par les Japonais, tout comme le RSI l'est dans le nord de l'Italie par les puissances de l'Axe, et ils ne sont reconnus ni par le royaume d'Italie, ni par la république de Chine, ni par la plupart des autres nations. Le gouvernement de Wang Jingwei prend fin avec la capitulation de l'empire du Japon.
Le 2 juin 1946, le royaume d'Italie devient une république (Repubblica Italiana) et le 10 février 1947, en vertu du Traité de Paris, la concession italienne est officiellement cédée par l'Italie à la république de Chine de Tchang Kaï-chek, tout comme les concessions commerciales italiennes de Shanghai, Pékin et Hankéou. Les 300 marins du régiment San Marco, qui entretemps étaient devenus prisonniers des Alliés, sont rapatriés cette même année.

### Liste des gouverneurs, des podestats ou des consuls
- Cesare Poma (1901-1903)
- Giuseppe Chiostri (1904-1906)
- Oreste Da Vella (1906-1911)
- Vincenzo Fileti (1912-1920)
- cav. Marcello Roddolo (1920-1921)
- Luigi Gabrielli di Quercita (1921-1924)
- Guido Segre (1925-1927)
- Luigi Neyrone (1927-1932)
- Filippo Zappi (1932-1938)
- Ferruccio Stefenelli (1938-1943)

## Concession japonaise (1888-1945)
La concession japonaise est établie en 1888. L'armée japonaise occupe la ville entière de Tientsin entre 1937 et jusqu'à sa défaite de 1945.
Deux constructions ont été préservées et attirent l'attention des visiteurs. Il s'agit du Jardin Zhang et du Jardin Jing de l'ancien empereur Puyi.
En 1924, le dernier empereur de la dynastie Qing, Puyi, est contraint de quitter la Cité interdite à Pékin et se réfugie à Tientsin jusqu'en 1931. Il est alors amené de force par l'armée japonaise à Dalian. La concubine impériale Wen Xiu divorce de Puyi à Tientsin, ce qui constitue une première dans l'histoire multi-millénaire dynastique chinoise.

### Liste des consuls généraux
- Minoji Arakawa (1895-1896)
- Tei Nagamasa (1896-1902)
- Hikokichi Ijuin (1902-1907)
- Kato Motoshiro (1907, acting)
- Obata Yukichi (1907-1913)
- Kubota Bunzo (1913-1914)
- Matsudaira Tsuneo (1914-1919)
- Ishii Itaro (1918, acting)
- Tatsuichiro Funatsu (1919-1921)
- Yagi Motohachi (1921-1922)
- Shigeru Yoshida (1922-1925)
- Hachiro Arita (1925-1927)
- Kato Sotomatsu (1927-1929)
- Okamoto Takezo (1929-1930)
- Tajiri Akiyoshi (1930-1931)
- Kuwashima Kazue (1931-1933)
- Kurihara Tadashi (1933-1934)
- Kawagoe Shigeru (1934-1936)
- Horiuchi Tateki (1936-1938)
- Tashiro Shigenori (1938-1939)
- Kato Shigeshi (1942-1943)
- Shinichi Takase (1943-1945)

## Concession russe (1903-1920)

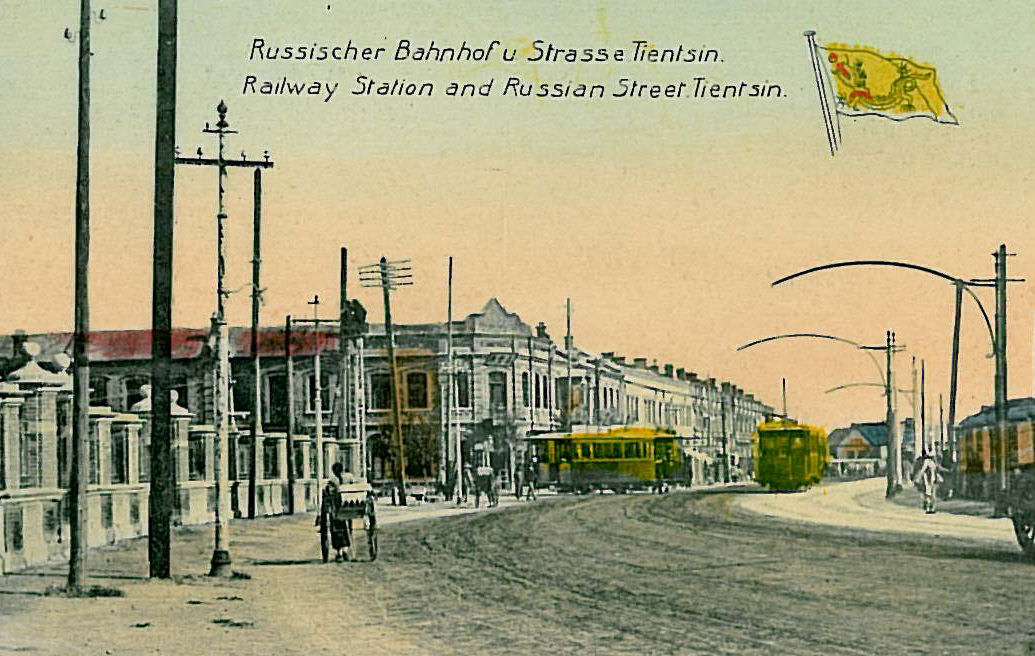
Vue de la concession russe.

La concession russe est établie en 1903. Originellement prévue pour recouvrir une surface de 398 h, elle ne sera jamais complétée. Située dans une courbe de la rive orientale du fleuve Hai He, elle est d'abord divisée en deux districts (oriental et occidental). En 1920, le gouvernement de la République de Chine reprend les terres et la concession à la Russie bolchévique. En 1924, l'Union soviétique, nouvellement créée, renonce à réclamer la concession.

### Liste des consuls généraux
- Nikolaï Vassilievitch Laptev (1903-1907)
- Nikolaï Maksimovitch Poppe (1907-1909)
- Nikolaï Sergueïevitch Mulioukine (1909-1910, acting)
- Khristophor Petrovitch Kristi (1910-1913)
- Konstantin Viktorovitch Ouspensky (1913-1914, acting)
- Pyotr Genrikhovitch Tiedemann (1914-1920)

## Bibliographie

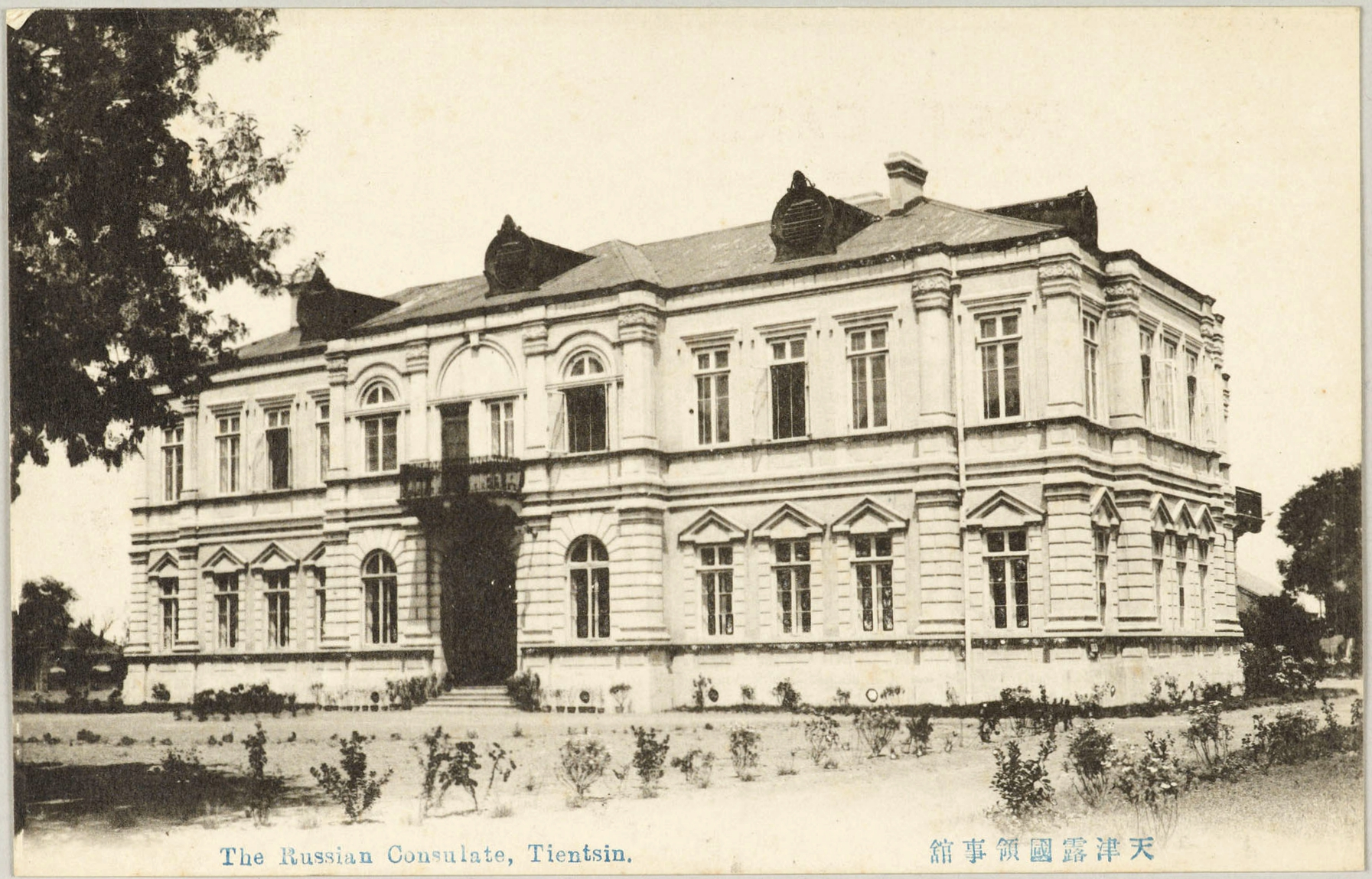
Le consulat russe de Tientsin.

## Sources
- (en) « Concessions étrangères de Tientsin », dans Encyclopædia Britannica [détail de l’édition], 1911 (lire sur Wikisource).
- (en) Constructions dans les concessions à Tianjin
- (en) WorldStatesmen : Chine
- (en) Musée de Tianjin de l'Histoire moderne